# Aleksandar Petrović
Aleksandar Petrović (Paris, 14 de janeiro de 1929 — Paris, 20 de agosto de 1994) foi um diretor de cinema iugoslavo nascido na França.

## Filmografia

### Como realizador

#### Curtas e documentários
- 1955 : Uz druga je drug (Côte à côte)
- 1956 : Let nad mocvarom (Entre ciel et marais)
- 1957 : Petar Dobrović
- 1958 : Putevi (Les chemins)
- 1960 : Rat - ratu (La guerre à la guerre)
- 1964 : Zapisnik (Le procès-verbal)
- 1965 : Sabori (Kermesses)

#### Longas metragens
- 1958 : Jedini izlaz (La seule issue)
- 1961 : Elle et lui  (Dvoje)
- 1963 : Dani  (Les jours)
- 1965 : Tri  (Trois)
- 1967 : J'ai même rencontré des tziganes heureux (Skupljaci perja)
- 1968 : Il pleut dans mon village (Bice skoro propast sveta nek propadne nije steta)
- 1972 : Le Maître et Marguerite  (Il Maestro e Margherita)
- 1977 : Portrait de groupe avec dame  (Gruppenbild mit Dame)
- 1989 : Migrations (film)|Migrations (ou La Guerre la plus glorieuse) com Isabelle Huppert e Richard Berry.